# حسام ابو صالح
حسام ابو صالح (عربی: حسام أبو صالح؛ زاده ۹ مهٔ ۱۹۸۲) یک بازیکن فوتبال اهل فلسطین است.
وی همچنین در تیم ملی فوتبال فلسطین بازی کرده است.